# 석주로
석주로(石洲路)는 경상북도 안동시 법흥동 법흥육거리에서 안동시 석동동 석동선착장을 연결하는 도로이다.
도로명은 안동 출신의 독립운동가 이상룡 선생의 호 석주(石洲)에서 유래했다.

## 주요 경유지
- 법흥교
- 안동 신세동 칠층전탑
- 월영교
- 안동시립민속박물관
- 안동댐 준공기념탑
- 석동선착장

## 주요 교차도로
- 육사로
- 경동로
- 북순환로
- 호반로
- 관광단지로